# Opernhaus am Zwinger

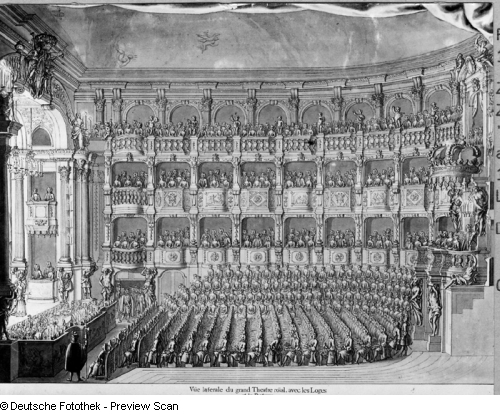
Der Zuschauerraum des Opernhauses

Das Opernhaus am Zwinger war ein Theatergebäude in Dresden. Das im Jahr 1719 eröffnete Dreirangtheater fasste bis zu 2000 Besucher und war eines der größten europäischen Theater seiner Zeit. Seine Blütezeit erlebte das Haus während der Regentschaft des opernbegeisterten Kurfürsten Friedrich August II. unter Leitung von Johann Adolph Hasse. Die letzte Opernaufführung fand bereits 50 Jahre nach Eröffnung des Hauses statt, das später als Redouten- und Konzertsaal genutzt wurde. Während des Dresdner Maiaufstands 1849 brannte es ab und wurde danach abgetragen.

## Innerstädtische Lage

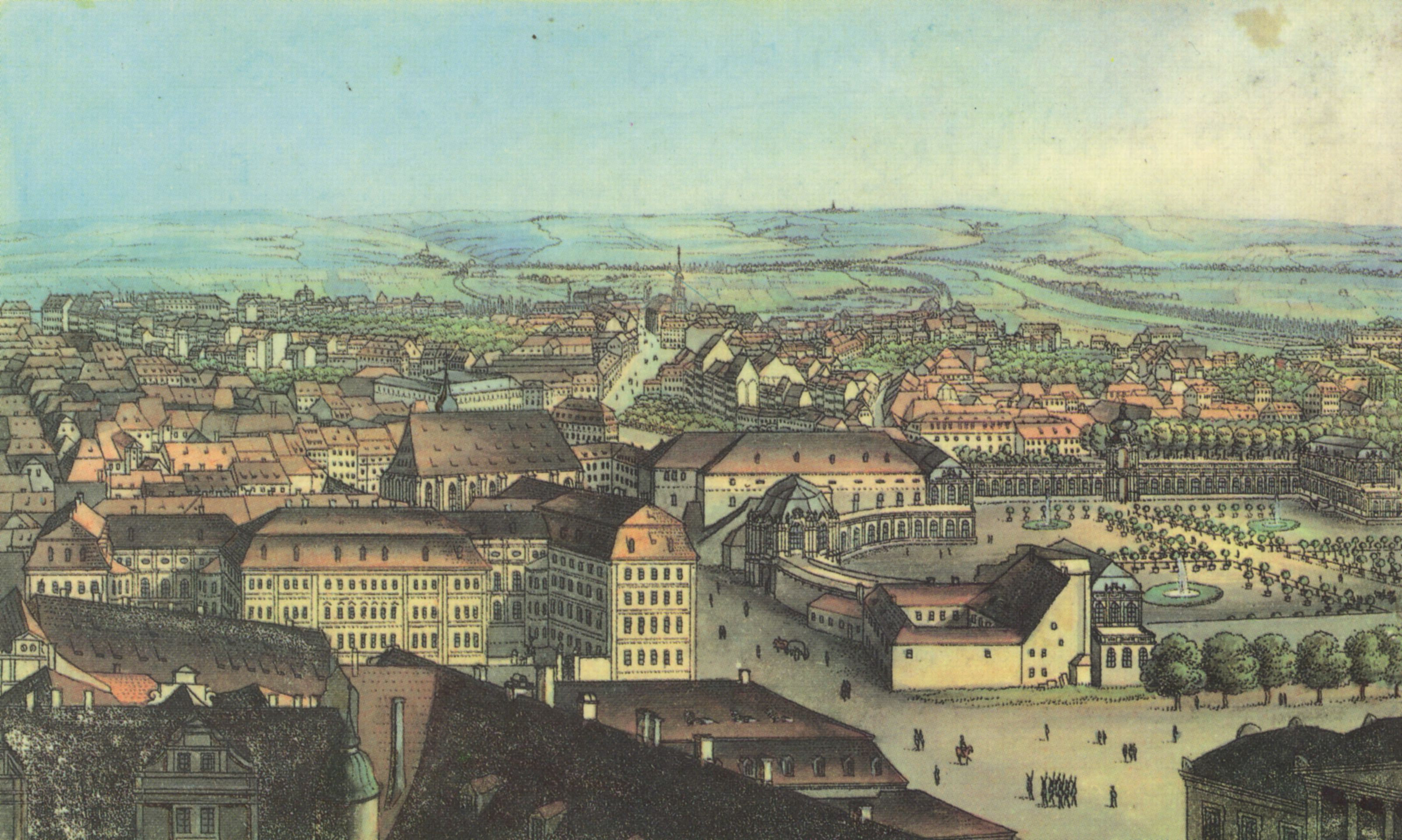
Das Opernhaus in Bildmitte grenzte direkt an den Zwinger. (Künstlerischer Blick vom Hausmannsturm des Residenzschlosses in südwestlicher Richtung)

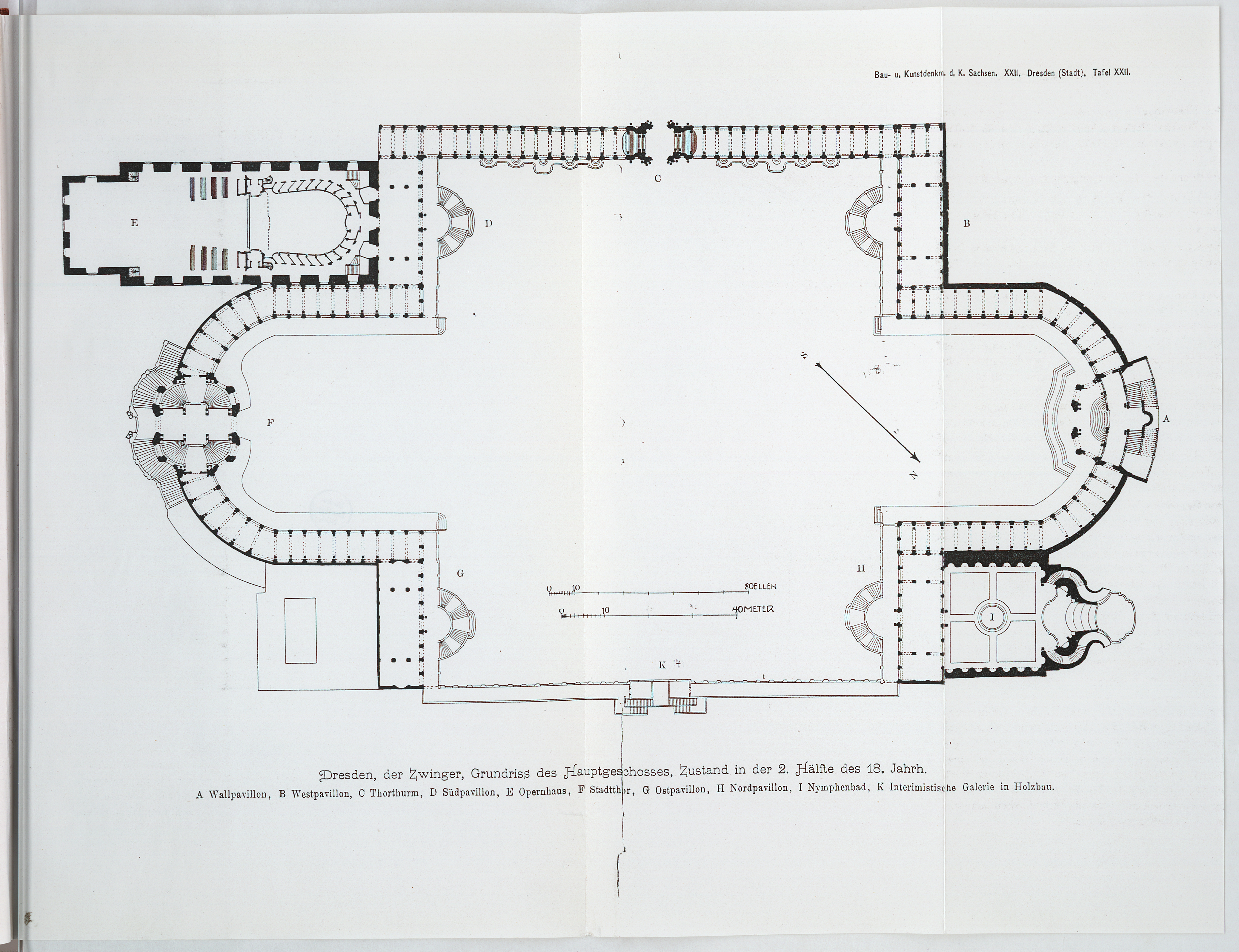
Lage am Zwinger

Matthäus Daniel Pöppelmann, der Architekt des Zwingers, verantwortete auch den Bau des Opernhauses und platzierte es direkt an den südöstlichen Eckpavillon dieses damals ebenfalls in Bau befindlichen Barockbauwerks. Die Wahl dieses heute an der Sophienstraße gelegenen Standorts erscheint unglücklich, denn dem heute Porzellanpavillon genannten Eckpavillon des Zwingers wurden so seine charakteristischen Umrisse nach der Stadt genommen und der Blick aus dem Zwingerhof heraus über die Bogengalerien gestört. Der Kunsthistoriker Fritz Löffler nimmt an, dass die Entscheidung für diesen Standort dem Platzmangel innerhalb der Festung geschuldet war und sich Pöppelmann den freien Platz zur Elbe hin für eine Erweiterung des Zwingers beziehungsweise einen Schlossneubau an dieser Stelle freihalten wollte. Jener Raum war zu dieser Zeit ebenfalls unbebaut und wurde sowohl zuvor als auch später für Theaterbauten genutzt; heute steht dort die Semperoper.
Während der Zwinger mit dem Eckpavillon die gesamte nordwestliche Seite sowie mit einer Bogengalerie die Hälfte der nordöstlichen Seite des Opernhauses begrenzte, schloss dessen südwestliche Seite teilweise mit der Stadtmauer ab. Die restlichen Seiten lagen zur Straße hin. In unmittelbarer Nähe des Opernhauses befanden sich das Taschenbergpalais und die Sophienkirche.

## Gebäude

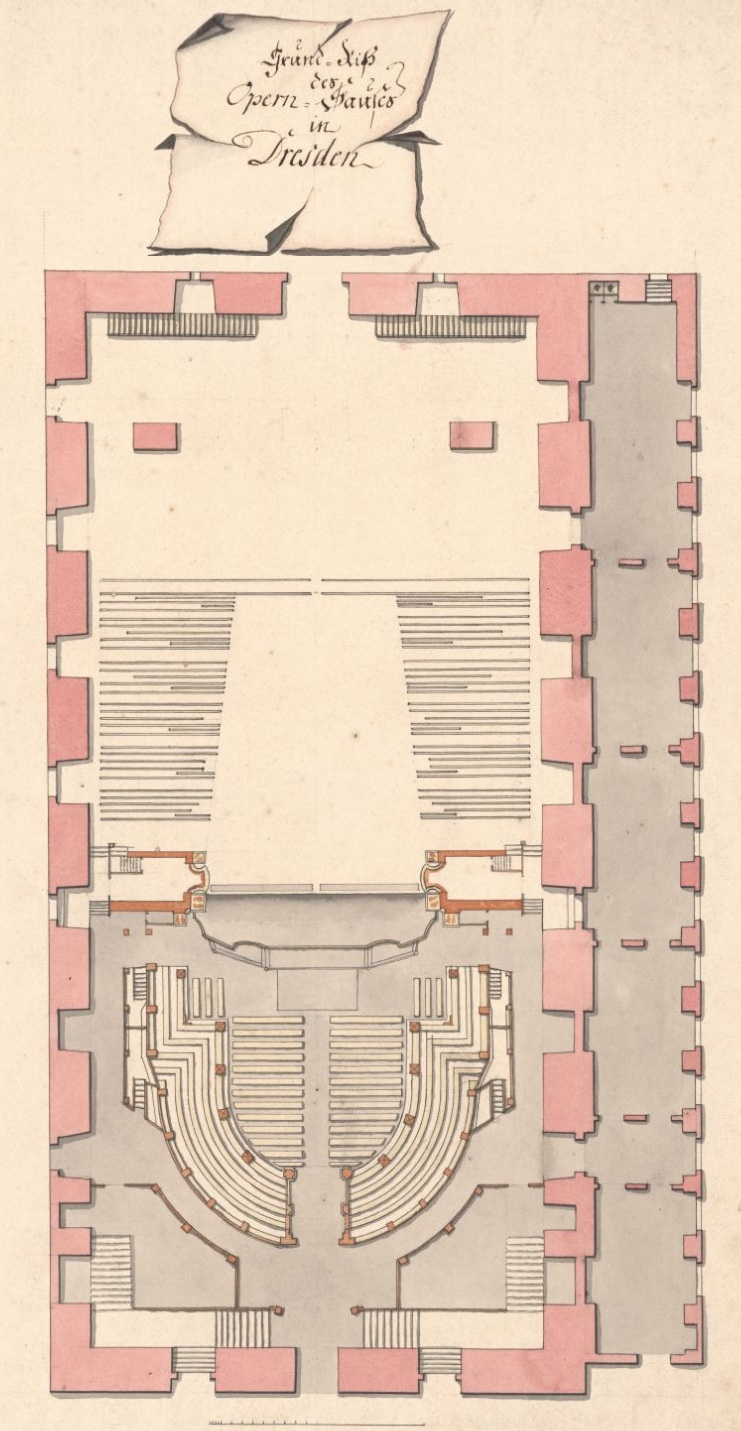
Grundriss

Den Großteil der rechteckigen Grundfläche des 53,58 Meter langen Opernhauses nahm die 23,65 Meter breite und 31,35 Meter lange, nach der Sophienkirche gelegene Bühne ein. Vor der 11,40 Meter breiten Szenenöffnung befand sich der Orchestergraben. Der Zuschauerraum begann mit einem allmählich aufsteigenden Parterre, an das sich im Halbrund steiler angelegte Sitzreihen anschlossen. Darüber befanden sich drei je 18 Logen umfassende Ränge. Neben diesen Räumlichkeiten enthielt ein Anbau zur Südwestseite einige Salons für den Hof sowie Ankleidezimmer für die darstellenden Künstler. Im zweiten Stock des Anbaus befanden sich Garderobe und Requisitenkammer, im dritten Stock die Wohnungen des Opernhausaufsehers und des Theaterarchitekten sowie des Theater- und Inventionsschneiders. Das Foyer sowie der Zugang zur Galaloge befanden sich außerhalb des eigentlichen Opernhauses; hierfür diente das Obergeschoss des angrenzenden Zwingerpavillons.
Das Äußere des Opernhauses war eher schlicht ausgeführt und stand in starkem Kontrast zum reich verzierten Zwinger. Das Innere der Oper gestalteten die venezianische Theaterarchitekten Alessandro und Giramolo Mauro dagegen äußerst prunkvoll aus. Die Deckenausmalung stammte von Giovanni Battista Grone, der auch Theaterdekorationen für Aufführungen im Opernhaus entwarf.

## Geschichte

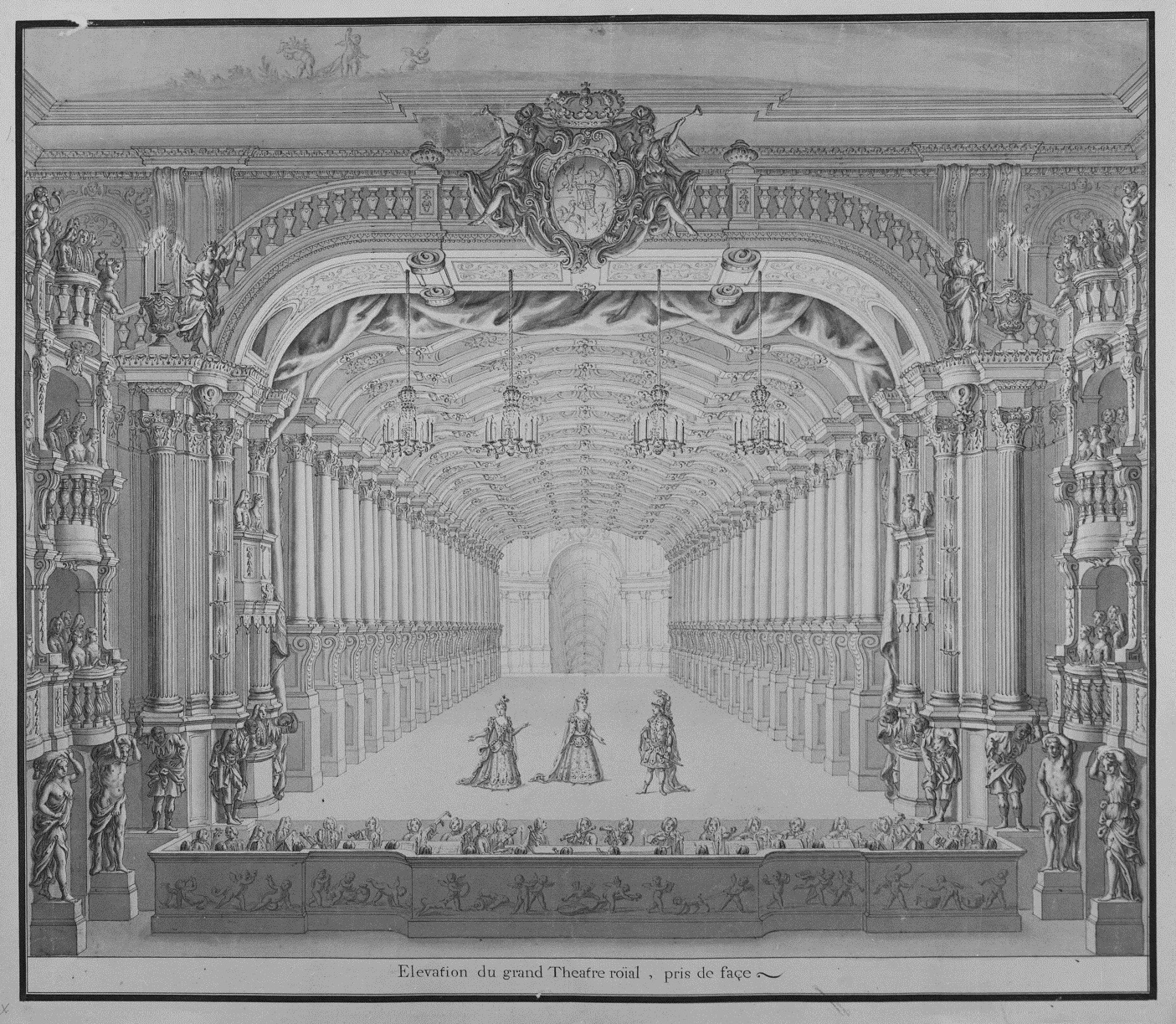
Aufführung anlässlich der Vermählung des Kurprinzen Friedrich August II.

Seit dem Umbau des Opernhauses am Taschenberg zur katholischen Hofkapelle um 1708 hatte Dresden kein Opernhaus mehr. Erst in Vorbereitung der anstehenden Hochzeitsfeierlichkeiten wurde am 9. September 1718 der Grundstein für ein neues Opernhaus gelegt. Nur knapp ein Jahr später war der Bau am 25. August 1719 vollendet. Zur Eröffnung am 3. September 1719 wurde die Oper Giovi in Argo von Antonio Lotti gegeben. Am 13. September 1719 folgte anlässlich der Feierlichkeiten der Vermählung des Kurprinzen von Sachsen, des späteren Kurfürsten Friedrich August II., mit Maria Josepha von Österreich die Uraufführung der Oper Teofane, ebenfalls von Antonio Lotti nach einem Libretto von Stefano Pallavicini. Der Besuch von Festaufführungen wie dieser war der Hofgesellschaft vorbehalten; bei gewöhnlichen Vorstellungen hatten jedoch auch Bürger auf den Rang Zutritt.
In den Anfangsjahren wirkten unter anderen der Hofkapellmeister Johann David Heinichen und später Giovanni Alberto Ristori im Opernhaus. Sie überstrahlt jedoch Johann Adolph Hasse, dessen Ära mit der Uraufführung seiner Oper Cleofide am 13. September 1731 begann. Im Jahr 1733 siedelte er dauerhaft nach Dresden über und formte als Dresdner Hofkapellmeister das Opernpersonal zu einem Spitzenensemble; seine Frau, die Sängerin Faustina Bordoni, spielte als Primadonna eine wichtige Rolle. Im Jahr 1738 wurde das Opernhaus unter Leitung von Andrea Zucchi umgebaut und in den Jahren 1749/50 unter Giuseppe Galli da Bibiena erweitert. Der Siebenjährige Krieg (1756–1763) bedeutete für das Dresdner Opernleben das vorläufige Ende. Hasses Olimpiade war 1756 das letzte große Opernereignis. Während der erfolglosen Belagerung Dresdens durch Preußen unter Friedrich dem Großen im Juli 1760 erlitt das Opernhaus schwere Schäden durch Geschützfeuer; dabei verbrannten auch wertvolle Notenschriften von Hasse und Heinrich Schütz. Nach dem Krieg wurde das Opernhaus notdürftig wieder instand gesetzt und am 3. August 1763 konnte nochmals eine Hasse-Oper erklingen. Nach dem Tod von Friedrich August II. am 5. Oktober 1763 wurde die italienische Oper jedoch aufgelöst. Man spielte anschließend dann im kurz zuvor errichteten Morettischen Opernhaus, das in der Zeit bis 1840 Theaterzwecken diente.
Zur Vermählung des Kurfürsten Friedrich August III. mit Amalie von Pfalz-Zweibrücken-Birkenfeld-Bischweiler am 29. Januar 1769 wurde das Opernhaus nochmals seiner Bestimmung gemäß genutzt und Johann Gottlieb Naumanns Oper La clemenza di Tito kam zur Aufführung. Nach vier Wiederholungen schloss man das Opernhaus jedoch; ab 1782 fand es als Redouten- und Konzertsaal Verwendung. Ab 1826 fanden im Opernhaus die berühmten Palmsonntagskonzerte statt. Unter anderem dirigierten Felix Mendelssohn Bartholdy im Jahre 1843 seinen Paulus und Richard Wagner am 5. April 1846 Beethovens 9. Sinfonie.
Während des Dresdner Maiaufstands sahen die Aufständischen das Opernhaus als strategisch nachteilig an. Weil die zur Verstärkung der sächsischen Regierung angeforderten preußischen Truppen die Barrikadenkämpfer Dresdens ernsthaft bedrohten, gerieten deren Verteidigungsstellungen immer mehr unter Druck. Im Verlaufe der Ereignisse rückte eine nach Sempers Plänen errichtete Barrikade am Opernhaus in den Brennpunkt der Kriegshandlungen, weshalb sich die Freiheitskämpfer zur Liquidierung des Opernhauses entschieden. Mit Billigung der Provisorischen Regierung wurde der Barrikadenkommandant bei der Sophienkirche am 6. Mai 1849 damit beauftragt, das Gebäude auszuräumen und niederzubrennen. Ursprünglich hatte man gehofft, dass das Feuer auch auf das benachbarte Taschenbergpalais überspringen würde. Der Brand griff jedoch durch Wechsel der Windrichtung auf den Zwinger über. Neben dem Opernhaus wurde daher auch der östliche Zwingerbereich mit dem Stadtpavillon völlig zerstört. Bereits 1838 bis 1841 war nach Plänen von Gottfried Semper unmittelbar nördlich des Zwingers am heutigen Theaterplatz ein neues Königliches Hoftheater entstanden, der Vorgängerbau der Semperoper.